# William Alexander (1er comte de Stirling)
Pour les articles homonymes, voir Alexander et William Alexander (homonymie).
William Alexander, 1er comte de Stirling, aussi appelé entre 1608-09 et 1630 Sir William Alexander, est né à Menstrie, Clackmannanshire, vers 1577 et mort à Londres le 12 février 1640.  Courtisan, homme d'État et poète écossais, il a aussi fondé et entrepris la colonisation de la Nouvelle-Écosse au Canada.

## Biographie

### Écrivain
La carrière de William Alexander s'est d'abord développée à l'intérieur du royaume d'Écosse.
Quand le roi d'Écosse Jacques VI est devenu roi d'Angleterre, en 1603, sous le nom de Jacques Ier après la mort d'Élisabeth Ire, il suivit la cour à Londres.
Il a écrit en 1604 son œuvre la plus connue, Aurora. Ce sonnet est plus connu que ses tragédies didactiques, The Monarchike Tragedies, dont la troisième édition a été publiée en 1616.
En 1608, le comte de Stirling est devenu, en association avec son cousin, un agent de collecte des dettes dues à la Couronne écossaise remontant depuis la période 1547–88, en retenant une rémunération de 50%. Il est anobli la même année.
Sa dernière œuvre poétique importante, Doomes-day (Jugement dernier), ou The Great Day of the Lords Judgement (1614), a conduit le roi Jacques Ier à le choisir pour collaborer à la traduction des Psaumes (The Psalms of King David, translated by King James).
Aucune œuvre littéraire nouvelle a été ensuite publiée jusqu'en 1637, date à laquelle il entreprend de publier une révision de toute son œuvre poétique dans le recueil The Recration with the Muses. Doomsday est alors augmenté en le passant de quatre à douze Hours.

### Fondateur de la Nouvelle-Écosse
Il est nommé maître des requêtes pour l'Écosse, en 1614, puis membre du Scottish Pivacy Council, en 1615. Cette position proche du roi Jacques Ier va lui permettre d'intéresser le roi à ses projets de colonisation en Amérique du Nord. Ses discussions avec John Mason, gouverneur de Terre-Neuve entre 1606 et 1621, puis avec Fernandino Gorges, trésorier du Council of New England, qui gérait les territoires concédées entre le 35e et 45e degré de latitude nord en Amérique sous le nom de Colonie de Virginie, vont l'amener à proposer à Jacques Ier de créer un territoire sous le nom de Nouvelle-Écosse pour y attirer des colons Écossais. L'acte de concession préparé par le Scottish Privacy Council et signé le 10 septembre 1621 attribuait à William Alexander un territoire correspondant aux actuelles provinces atlantiques du Canada. Ce territoire était aussi revendiqué et occupé par les colons Français sous le nom d'Acadie.
Cependant Sir William Alexander n'a pas rencontré un grand enthousiasme des Écossais pour aller s'établir dans ce nouveau territoire et il manquait de fonds pour financer cette entreprise. Pour encourager les Écossais à émigrer, il publie en 1624 An encouragement to colonies. Le roi Jacques Ier propose de créer la dignité de chevalier-baronnet à accorder à tout Écossais digne de le porter et qui s'engagerait à fournir au moins six colons à les vêtir et approvisionner pendant au moins deux ans. Cet engagement est proclamé le 30 novembre 1624 par le Scottish Privacy Council. Mais personne ne s'est présenté pour cette offre. Le roi écrit au conseil le 23 mars 1625 pour offrir des baronnies sur ce territoire contre paiement de 3 000 merks à Sir William Alexander. Le roi Jacques Ier meurt peu après, mais l'encouragement royal est confirmé par son fils Charles Ier. En 1631 il n'avait été créé que 85 baronnies, avant que Sir William Alexander soit contraint par le roi de céder la Nouvelle-Écosse à la France à la suite du traité de Saint-Germain-en-Laye qui terminait la guerre entre la France et l'Angleterre commencée en 1627.

### Comte de Stirling
En 1630, le roi Charles Ier le fait vicomte de Stirling, puis, en 1633, comte de Stirling.

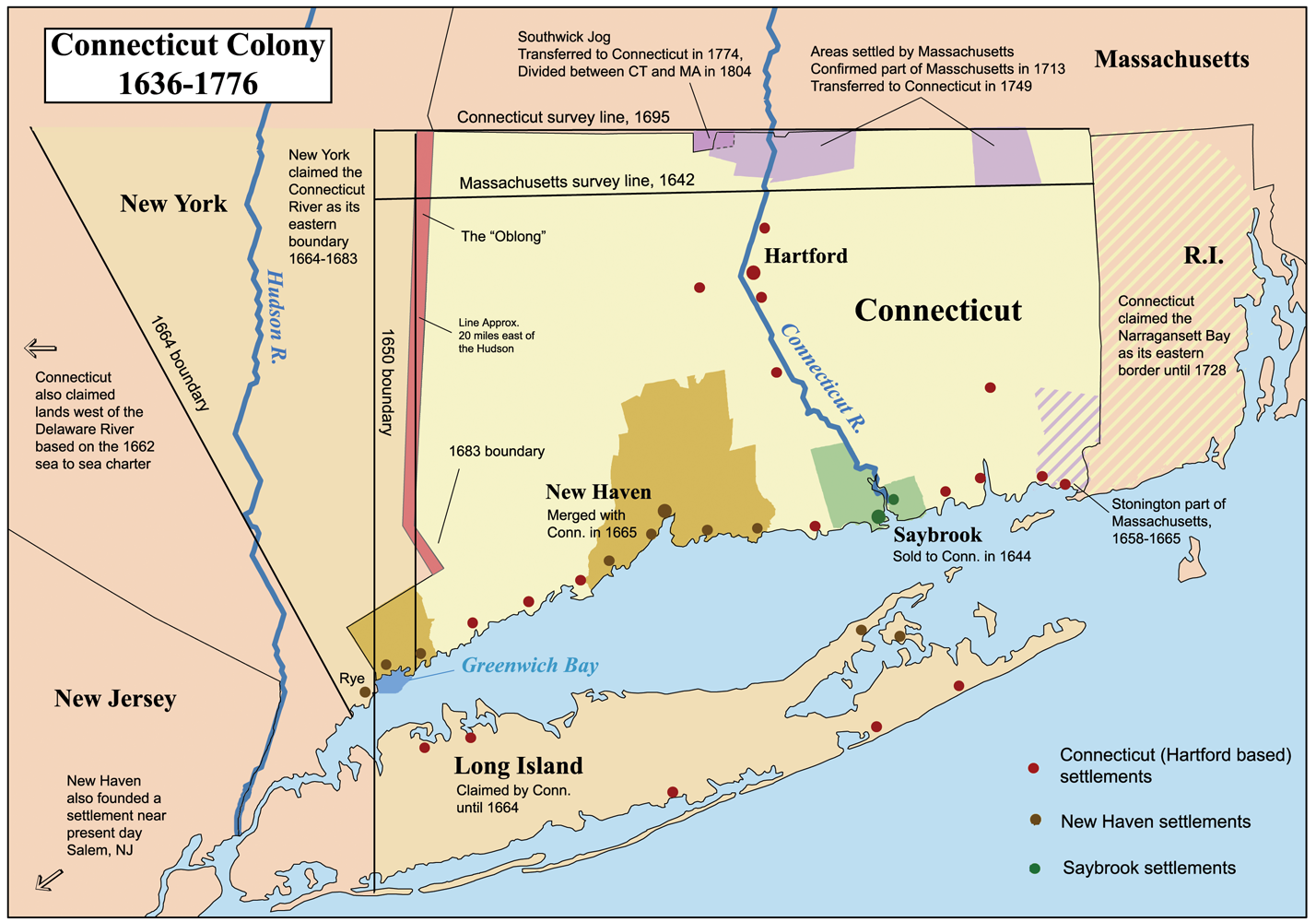
Colonies de peuplement du Connecticut sur Long Island

Le 22 avril 1636, le roi Charles Ier lui donna la propriété du territoire de Long Island malgré la réclamation de la colonie de Plymouth. Par l'intermédiaire de son agent, James Farret, il en vendit une partie orientale de l'île à la colonie de New Haven ou colonie du Connecticut, aujourd'hui l'état du Connecticut. James Farret se rendit à La Nouvelle-Amsterdam sur l'île de Manhattan pour affirmer la souveraineté du roi d'Angleterre sur ce territoire. Il est alors fait prisonnier et envoyé aux Pays-Bas. Il réussit à s'échapper et à revenir en Angleterre. Les premiers colons anglais commencèrent à s'y établir après la mort de William Alexander, en 1640. La partie occidentale de l'île ne fut occupée par les colons anglais qu'après le départ des Hollandais. Des puritains s'installent à Southold le 21 octobre 1640. En mars 1664, le duc d'York devient le propriétaire de la colonie ce comprenant la Nouvelle-Néerlande, l'actuel État du Maine et l'île de Long Island. C'est en 1674, après la fin de la troisième guerre anglo-néerlandaise, que la totalité de l'île de Long Island a fait partie de la Province de New York, les habitants de Southold, dans la partie orientale de l'île, ne souhaitant être rattachés au Connecticut.

## Publications
- (en) William Alexander Earl of Stirling, The Poetical Works of Sir William Alexander, Earl of Stirling, Manchester University Press, 1929 ( Extraits )
- (en) William Alexander Earl of Stirling, Robert Alison, The Poetical Works of Sir William Alexander, Earl of Stirling, volume II, Maurice Ogle & Co, Glasgow, 1872  ( Lire en ligne )